# تپه مهرعلی خان ژان
تپه مهرعلی خان ژان مربوط به تاریخ ایران پس از اسلام است و در شهرستان دورود، بخش مرکزی، روستای ژان واقع شده و این اثر در تاریخ ۲۴ اسفند ۱۳۸۳ با شمارهٔ ثبت ۱۱۷۰۰ به‌عنوان یکی از آثار ملی ایران به ثبت رسیده‌است.